# Амьель, Луи-Феликс
Луи-Феликс Амьель (фр. Louis-Félix Amiel; 3 марта 1802, Кастельнодари, Лангедок-Руссильон — 4 февраля 1864, Жуанвиль-ле-Пон, Иль-де-Франс) — французский художник-академист, портретист, мастер исторической живописи.

## Биография
Луи-Феликс Амьель — сын Жана Батиста Амьеля и его жены Жанны Крузоль. С 1823 года обучался живописи в Высшей школе изящных искусств в Париже и, одновременно, в мастерской барона Гро (1823–1825).
До 1849 года принимал участие в работе Парижских салонов. В 1833 году был награждён серебряной медалью Парижского салона.

## Галерея
- Король Филипп II Август (1165-1223).  Музей истории Франции. Версаль
- Лейтенант Бернадо́т, впоследствии король Швеции и Норвегии Карл XIV Юхан
- Карл Великий (742-814). Музей истории Франции. Версаль
- Людовик I де Бурбон (1280-1341). Портрет написан по заказу короля Луи-Филиппа (1836 год). Музей истории Франции. Версаль
- Катарин-Доминик Периньон, маршал Наполеона. Версаль
- Король Франции Людовик V Ленивый. Версаль
- Король Пипин Короткий. Версаль
- Ла Гир, французский полководец эпохи Столетней войны, соратник Жанны д’Арк.